# Ptericoptus
Ptericoptus is een kevergeslacht uit de familie van de boktorren (Cerambycidae). De wetenschappelijke naam van het geslacht werd voor het eerst geldig gepubliceerd in 1830 door Lacordaire.

## Soorten
Ptericoptus omvat de volgende soorten:
- Ptericoptus acuminatus (Fabricius, 1801)
- Ptericoptus avanyae Martins & Galileo, 2010
- Ptericoptus borealis Breuning, 1939
- Ptericoptus caudalis Bates, 1880
- Ptericoptus columbianus Breuning, 1950
- Ptericoptus corumbaensis Galileo & Martins, 2003
- Ptericoptus crassicornis (Fabricius, 1803)
- Ptericoptus dorsalis Audinet-Serville, 1835
- Ptericoptus fuscus Bates, 1885
- Ptericoptus griseolus Bates, 1880
- Ptericoptus intermedius Breuning, 1939
- Ptericoptus meridionalis Breuning, 1939
- Ptericoptus panamensis Bates, 1880
- Ptericoptus similis Breuning, 1939
- Ptericoptus sinuatus Breuning, 1939